# Krčohrad
Krčohrad (též Štěchovice) je zaniklá tvrz na stejnojmenném vrchu východně od Štěchovic v okrese Strakonice. Existovala pravděpodobně na přelomu čtrnáctého a patnáctého století a dochovalo se po ní tvrziště chráněné od roku 1990 jako kulturní památka.

## Historie
O tvrzi na návrší Krčohrad se nedochovaly žádné písemné zmínky. Na počátku patnáctého století patřila vesnice Štěchovice zemanu Janovi ze Štěchovic, který v ní roku 1408 zemřel. Jeho sídlem patrně byla tvrz postavená mimo intravilán vsi. Po Janově smrti se ze statku stala odúmrť, a král Václav IV. Štěchovice připojil k panství hradu Kašperk. V průběhu patnáctého století ve vsi sídlil svobodník, ale vrchností byl stále panovník nebo zástavní držitel Kašperka. Roku 1584 vesnici koupil Petr Boubínský z Újezda, který si nechal postavit renesanční štěchovický zámek. Závětí z roku 1598 štěchovický statek odkázal synům svého bratra Dětřicha. Zmínka o tvrzi v závěti se vztahuje k vesnickému zámku.

## Stavební podoba
Tvrziště se nachází východně od vesnice na návrší Krčohrad, jehož severní úpatí obtéká Novosedelský potok. Má tvar kruhové vyvýšeniny s průměrem deset metrů a výškou jeden metr. Nedochovaly se na ní žádné reliéfní pozůstatky staveb. Za stopy opevnění jsou považovány uměle vytvořená terasa na jižní straně a dvanáct metrů dlouhá a 1,5 metru hluboká sníženina označovaná jako příkop. Jejich původ a vztah k tvrzišti může objasnit pouze archeologický výzkum.